# Вестерволде (муніципалітет)
Вестерволде (нід. Westerwolde, нід. вимова: [ˌʋɛstərˈʋɔldə]) — муніципалітет на північному сході Нідерландів, у провінції Гронінген на кордоні із Німеччиною.
Утворений 1 січня 2018 року шляхом об'єднання території колишніх муніципалітетів Беллінгведде та Влагтведде.

## Населені пункти муніципалітету
Села
- Аудесханс
- Беллінгволде
- Блейгам
- Бауртанге
- Ведде
- Велервен
- Влагтведде
- Врісхело
- Зандберг
- Селлінген
- Тер-Апел
- Тер-Апелканал

Селища
- Агодорп
- Барнфлайр
- Бюргеместер-Бейнсдорп
- Веддервер
- Вейте
- Веле
- Влагтведдер-Велдгейс
- Воллінггейзен
- Гарпел
- Гебрехт
- Ден-Гам
- Де-Матен
- Еллерсінггейзен
- Їпсінгбуртанге
- Їпсінггейзен
- Клейн-Улсда
- Лауде
- Лаудермарке
- Мюннекемур
- Паллерт
- Редербрюг
- Селлінгербетсе
- Стакенборг
- Тер-Віс

## Визначні уродженці
- Ян Мюлдер (нар. 1945 у Беллінгволде) — колишній футболіст, письменник і телевізійний оглядач
- Клаудія Бокель (нар. 1973 у Тер-Апелі) — німецька фехтувальниця на шпагах, срібна (2004 рік) призерка Олімпійських ігор

## Галерея

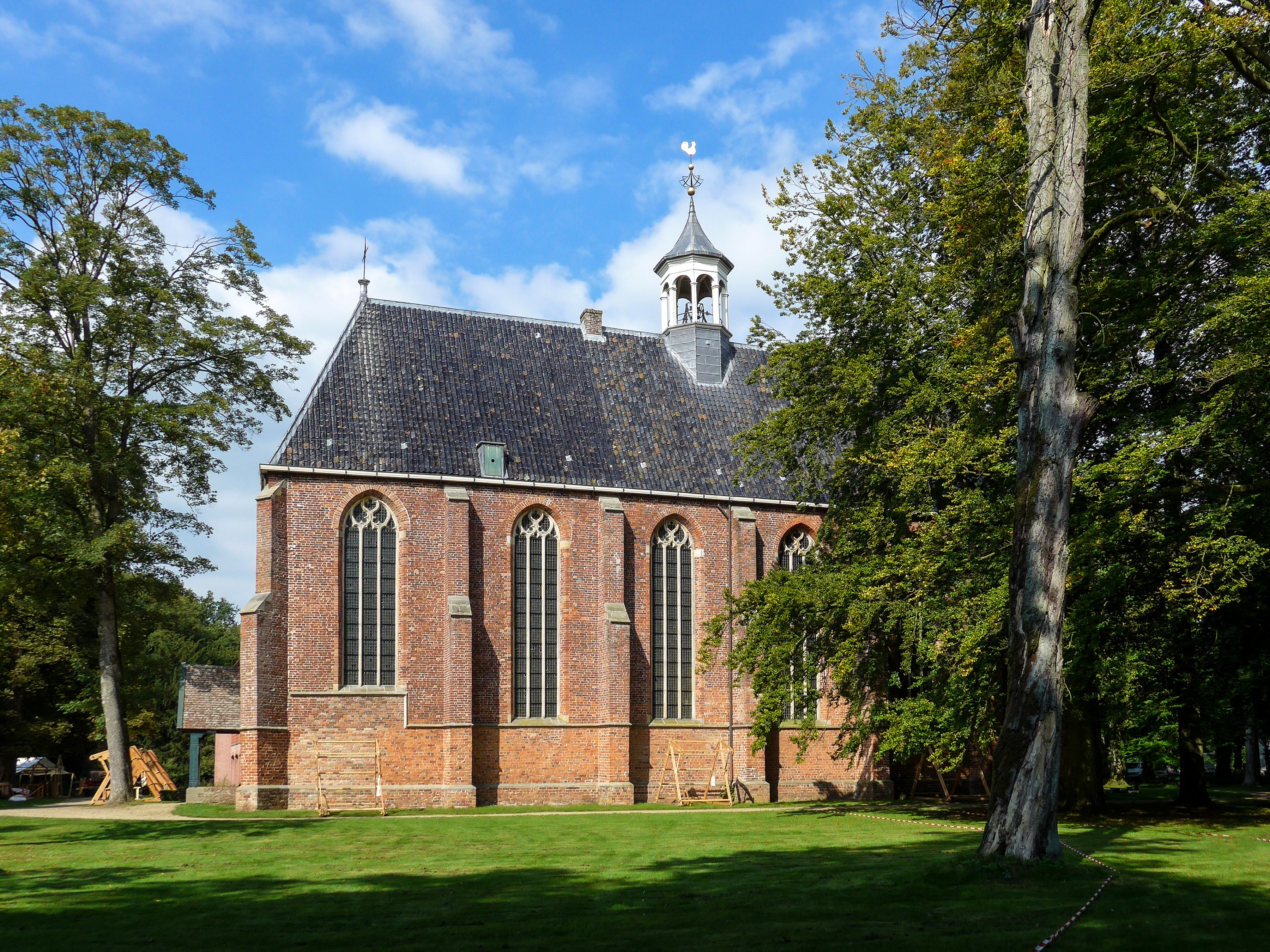
Південний мур монастиря в Тер-Апелі
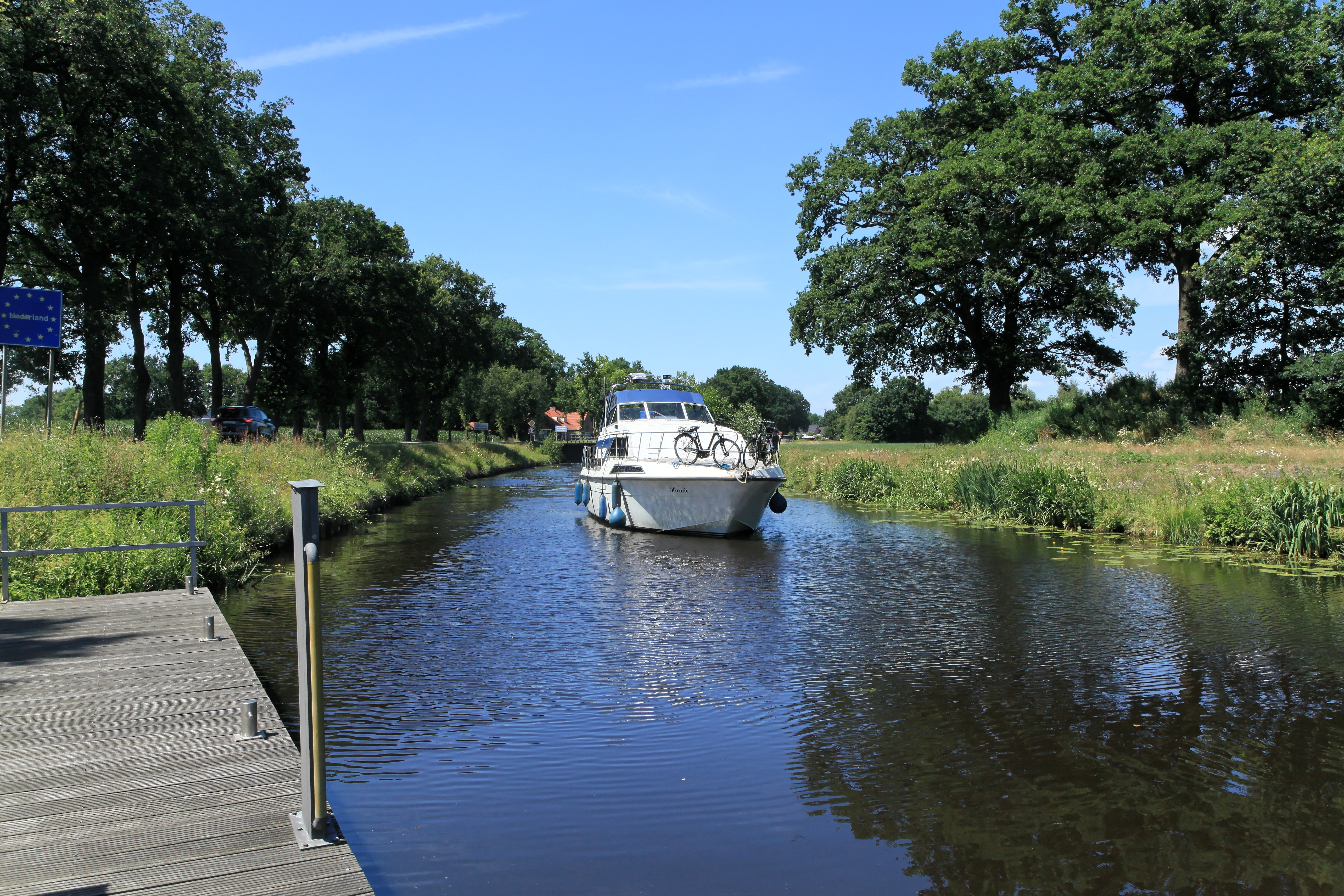
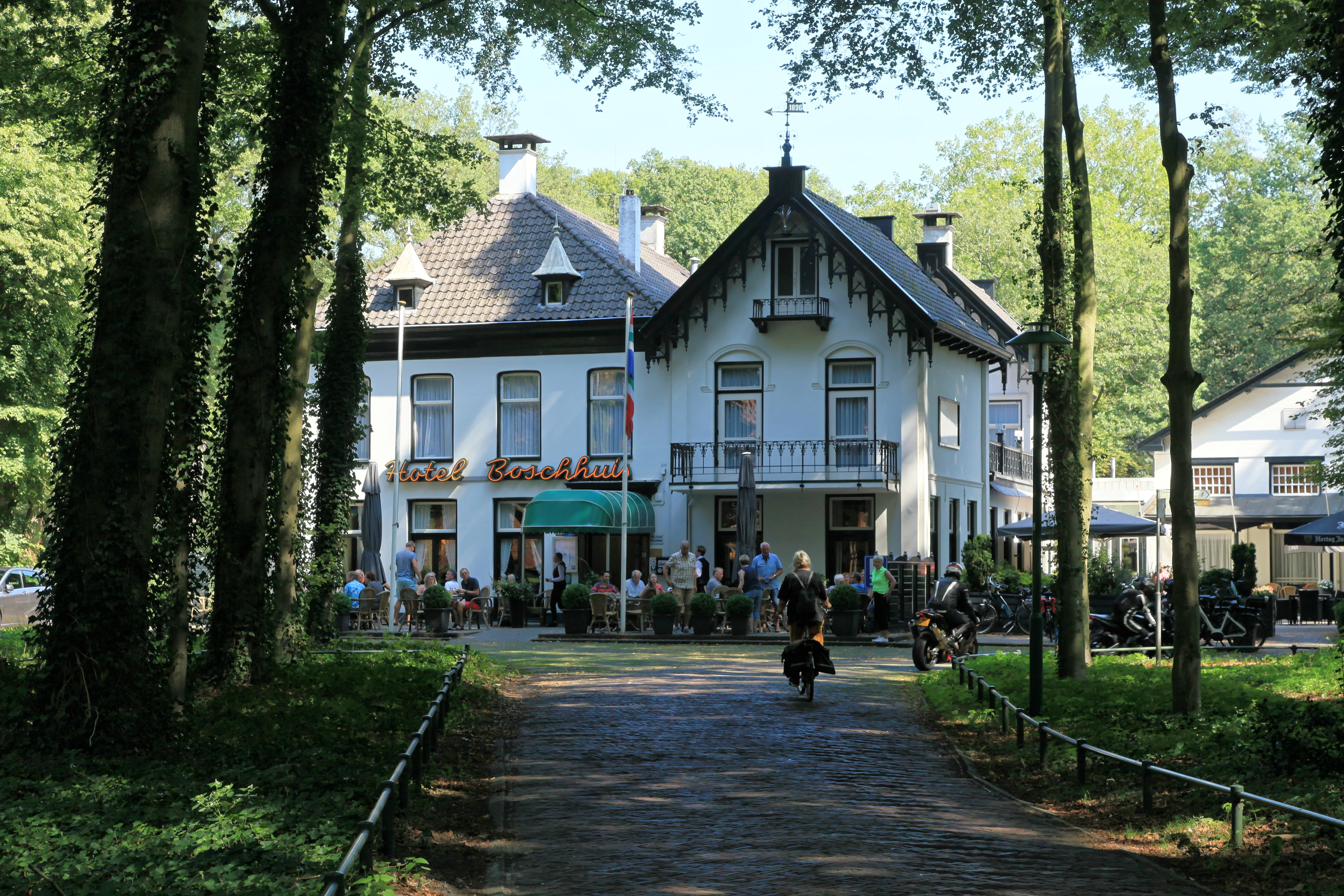
Готель у Тер-Апеліі
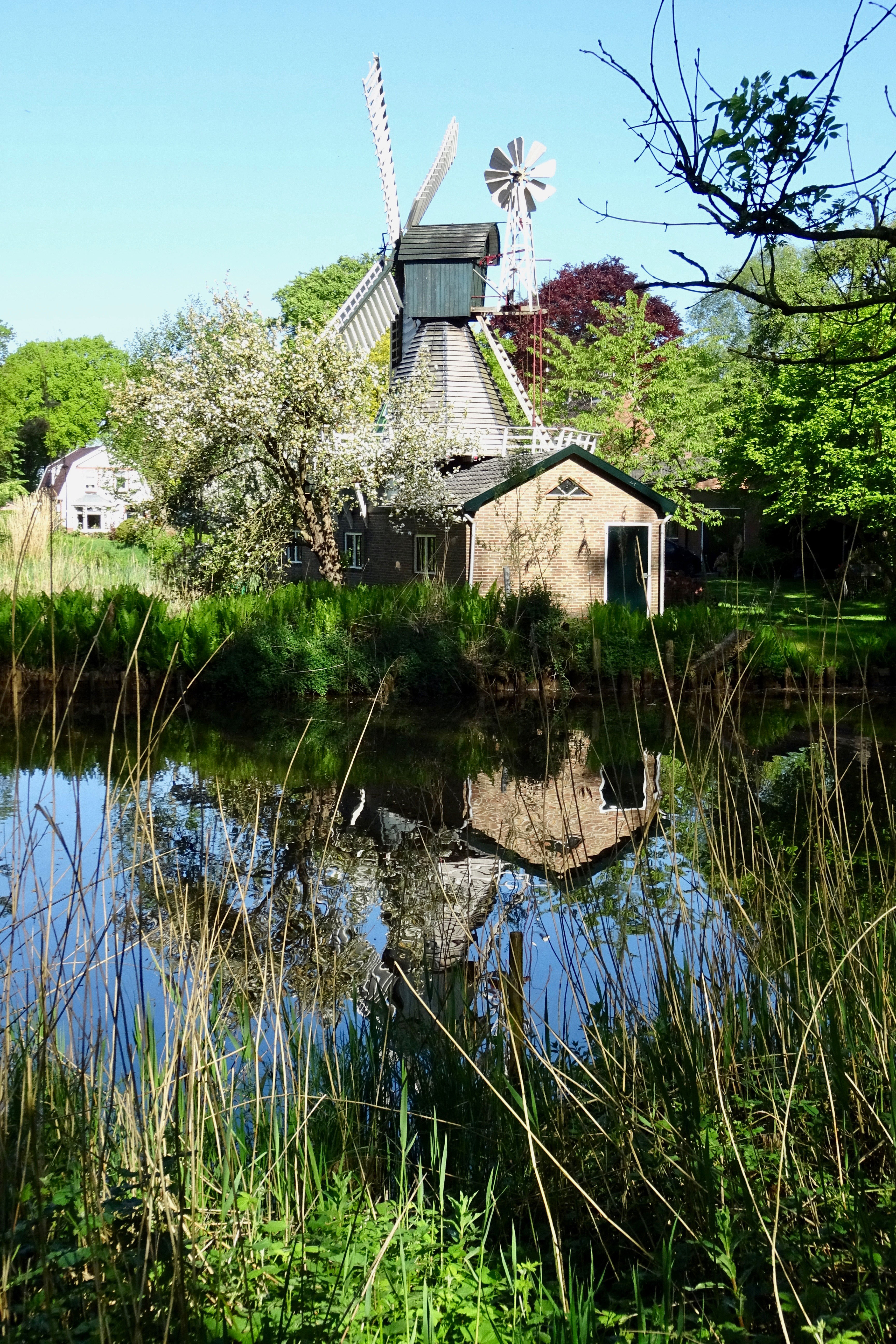
Вітряк у Веддервері